# MOCA
MoCA / Multimedia over Coax Alliance / е универсален стандарт за пренос на високоскоростни данни чрез коаксиален кабел. Стандартът предоставя възможност за пренос на данни и Интернет със скорост до 170 Mbps (при версия 1.1), телевизия с висока разделителна способност / HDTV /, цифрова телевизия / DVB /, аналогова телевизия, IPTV.

## История
Стандартът е одобрен във версия 1.0 през 2006 г., през 2007 г. е одобрена 1.1, а през 2010 г – версия 2.0, която позволява гигабитова свързаност до крайния клиент и между отделните потребители.
MoCA е стандарт, създаден от обединение на водещи в областта на телекомуникациите производители, потребители, научни институти, обединяващ работата на всички съществуващи технологии за пренос на електрически сигнали върху коаксиален кабел (Етернет, цифрова и аналогова телевизия, интернет и др.), като някои от тях са: Actiontec, Alcatel-Lucent, ARRIS, AT&T, Broadcom, Broadlight, CiscoSA, Comcast, Time Warner Cable, Conexant, DirecTV, Echostar, Entropic, Freescale, Infineon, Intel, LG, Linksys, Motorola, Netgear, Pace, Panasonic, Pulse Engineering, Samsung, SPIRENT Communications, STMicro, Tellabs, Texas Instruments, TimeWarner Cable, Westell, Verizon, 2Wire.

### Кратко представяне
Благодарение на този стандарт става възможно по един-единствен кабел да се разпространяват високоскоростен пренос на данни и интернет, мулти-видео стриймове с висока резолюция (Multiple HD video streems), като видео по поръчка, PPV, високоскоростна свързаност на клиентите в един домейн, позволяваща опции като игри в мрежа (multi-room gaming) и споделяне на видео с висока резолюция в реално време.
MoCA оперира в честотната лента от 850 MHz до 1500 MHz, елиминирайки взаимодействието с други устройства, работещи по съществуващите вече стандарти за разпространение на сигнали по коаксиален кабел, което го прави подходящ и за IP телевизия.
В световен мащаб към момента са продадени над 20 милиона устройства и са сертифицирани над 70 продукта, работещи по този стандарт. Вместени в неизползваното от останалите стандарти честотна лента / между честотите на кабелната телевизия и сателитните телевизионни канали /, сертифицираните устройства по този стандарт работят с изключително висока скорост и с много ниско времезакъснение.
Това е предпочитан вариант за пренос на данни, интернет и телевизия в САЩ, Япония, Холандия и др. Стандартът ползва за преносна среда коаксиален кабел от сградата/блока до жилището/дома на потребителя, предпочитан вариант за преносна среда от оборудването на оператора до сградата/блока на потребителя е оптичен кабел.
В САЩ – според националната кабелна и телекомуникационна асоциацияв 90% от домакинствата има изградена коаксиална мрежа. Повечето от тях имат по няколко изградени точки в жилищата си. Коаксиалният кабел свързва повече от 300 млн. телевизионни устройства и е предпочитана среда за разпространение на видеосигнал за повече от 100 млн. домакинства.
В Европа – според отчетите на Screen Digest, към края на 2007 г. в страните от ЕС има 73 млн. абонати на кабелни мрежи, като Германия заема водещо място с 23 млн., следвана от Холандия и Великобритания.
В Азия – страни като Южна Корея в 90% от жилищата е изградена коаксиална мрежа, а в Китай се очаква до 2012 г., броя на домакинствата да надвиши 200 млн.